# Карл Меель
Карл Меель (ест. Karl Mööl, нар. 4 березня 1992, Таллінн) — естонський футболіст, захисник, колишній гравець національної збірної Естонії.
Виступав також за клуби «Флора» та «Нимме Калью».

## Клубна кар'єра
Народився 4 березня 1992 року в місті Таллінн. Вихованець юнацьких команд футбольних клубів «Коткад» та «Флора».
У дорослому футболі дебютував 2008 року виступами за команду «Коткад», у якій того року взяв участь у 10 матчах чемпіонату. 
Своєю грою за цю команду привернув увагу представників тренерського штабу клубу «Флора», до складу якого приєднався 2009 року. Відіграв за талліннський клуб наступні чотири сезони своєї ігрової кар'єри.
Згодом з 2010 по 2013 рік грав у складі команд «Ворріор», «Тулевик», «Вільянді» та «Курессааре».
У 2014 році уклав контракт з клубом «Нимме Калью», у складі якого провів наступні три роки своєї кар'єри гравця.  Більшість часу, проведеного у складі «Нимме Калью», був основним гравцем захисту команди.
Протягом 2018—2024 років захищав кольори клубів «ГБ Кеге», «Калев» (Таллінн), «Пайде», «Курессааре» та «Пайде».
До складу клубу «Хелл Хант» приєднався 2024 року.

## Виступи за збірні
У 2007 [[]]році дебютував у складі юнацької збірної Естонії (U-16), загалом на юнацькому рівні взяв участь у 28 іграх, відзначившись 2 забитими голами.
Протягом 2012–2016 років залучався до складу молодіжної збірної Естонії. На молодіжному рівні зіграв у 22 офіційних матчах, забив 1 гол.
У 2012 році дебютував в офіційних матчах у складі національної збірної Естонії.